# Pere Matutes Noguera
Pere Matutes Noguera (Eivissa, 1895 - 1972) fou un polític i banquer eivissenc, diputat a les Corts Espanyoles durant la Segona República.

## Biografia
Fill d'Abel Matutes Torres, germà d'Antoni Matutes Noguera i oncle d'Abel Matutes Juan. Casat amb n'Adelina Tur Ramon i pare de quatre filles: Isabel, Joana, Pepa i Maria Dolors. Es dedicà a la gestió de les empreses familiars i a les eleccions generals espanyoles de 1923 es presentà pel Partit Liberal, però no fou escollit. Durant la Dictadura de Primo de Rivera fou regidor de l'ajuntament d'Eivissa. Fou diputat per les Illes Balears com a independent dins les llistes del Partit Republicà de Centre a les eleccions generals espanyoles de 1933 i 1936, assolint per a Eivissa la creació del primer Institut d'Ensenyament Secundari de l'Illa. També fou vicepresident de l'empresa familiar Abel Matutes Torres, SA, constituïda el 1935. Després de la guerra civil espanyola es dedicà a les seves empreses i es va especialitzar en el sector bancari, donant finançament a moltes petites i mitjanes empreses de l'illa i fent possible, així, la recuperació econòmica de la post-guerra i posant els fonaments del posterior desenvolupament dels anys 60.